# Zopyrion

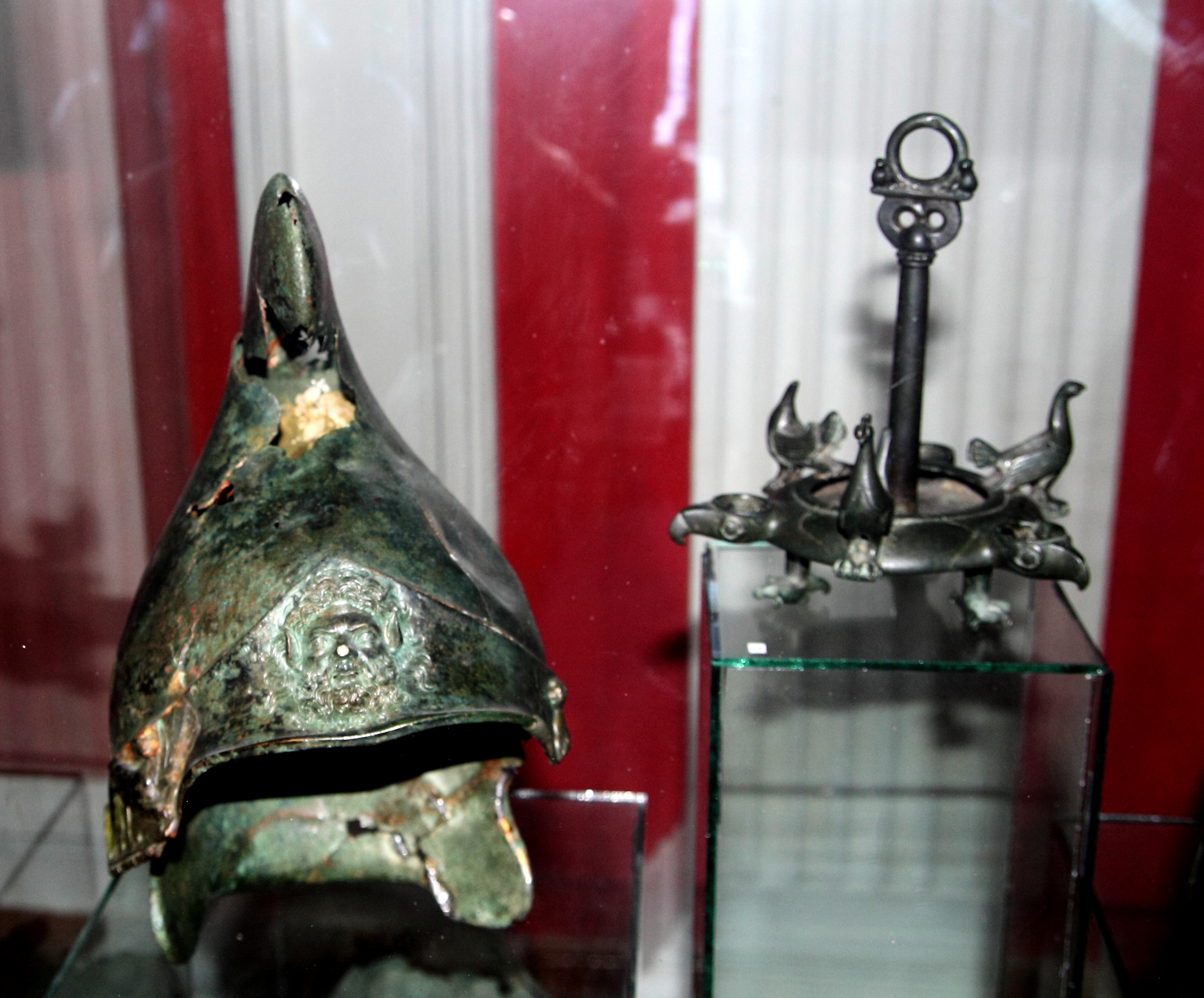
Fundstücke aus dem Heer von Zopyrion im historischen Museum in Chisinau

Zopyrion (altgriechisch Ζωπυρίων Zōpyríōn; † wohl 325 v. Chr.) war ein makedonischer Feldherr.
Zopyrion wurde unter der Herrschaft Alexanders des Großen als Nachfolger des Memnon zum Militärstatthalter (strategos) von Thrakien ernannt. Da sich Alexander in jener Zeit auf seinem berühmten Asienfeldzug befand, dürfte Zopyrion vom Regenten des europäischen Reichsteils, Antipater, mit diesem Amt betraut worden sein.
Bekannt wurde Zopyrion als Anführer eines großangelegten Feldzuges gegen die Geten. Mit einer Armee von angeblich 30.000 Mann – einer wohl weit übertriebenen Zahlenangabe des antiken Historikers Justin – überquerte der Stratege die Donau und drang bis in die Nähe des Dnjepr vor. Dort wollte er die von griechischen Kolonisten gegründete Siedlung Olbia am Schwarzen Meer unterwerfen. Die Belagerung der Stadt scheiterte allerdings an dem Widerstand ihrer Bewohner, die unter anderem ihre Sklaven in die Freiheit entließen und Auswärtigen das Bürgerrecht zusprachen, damit diese sich an der Verteidigung beteiligen konnten. Auf dem Rückmarsch wurde das makedonische Heer durch Angriffe der Geten (oder der Skythen), mit denen sich Olbia verbündet hatte, aufgerieben. Zopyrion wurde dabei getötet.

## Datierung
Die genaue Datierung des Zopyrion-Feldzuges gestaltet sich problematisch. Laut Justin fand er im Jahr 331 v. Chr. statt, allerdings wurde für dieses Jahr bereits der revoltierende Memnon im Amt des Strategen von Thrakien genannt. Der antike Alexander-Biograph Curtius Rufus hingegen impliziert das Jahr 325 v. Chr. für den Feldzug, womit Zopyrion der Amtsnachfolger Memnons gewesen wäre. Die meisten Althistoriker, so u. a. Waldemar Heckel und Konrat Ziegler, geben der Datierung des Curtius Rufus den Vorzug. Alexander der Große erfuhr demnach durch seinen Feldherrn Koinos von der Katastrophe Zopyrions, als er sich auf seinem Feldzug in Indien befand. Den Untergang des makedonischen Heeres und den Tod Zopyrions machte Curtius ausschlaggebend für die Aufstand mehrerer thrakischer Stämme unter Seuthes III. gegen die makedonischen Oberhoheit. Erst mit der Ernennung des Lysimachos zum Statthalter im Jahr 323 v. Chr. wurde erneut ein makedonisches Regime in Thrakien installiert.